# Каведанья, Винченцо
Винченцо Каведанья (итал. Vincenzo Cavedagna; около 1740, Болонья — 1824, Болонья) — итальянский виолончелист и композитор.
В середине 1760-х гг. начал работать в оркестре болонской базилики Сан-Петронио. В 1773 году принят в Болонскую филармоническую академию, в 1778, 1782, 1794 и 1822 гг. исполнял обязанности её председателя. При создании Болонского музыкального лицея в 1804 году возглавил класс виолончели и руководил им до конца жизни; под руководством Каведаньи начал в 1806 году учиться в лицее 15-летний Джоаккино Россини.
Произведения Каведаньи нередко исполнялись в концертах Болонской академии. Восемнадцать его духовных сочинений для солистов, хора и оркестра хранятся в библиотеке Болонской консерватории. Прижизненное внимание привлекла оратория «Святой мученик Полиевкт» (итал. S. Poliuto martire; 1783, на слова Антонио Марии Дотти).